# Penestragania incila
Penestragania incila är en insektsart som beskrevs av Blocker 1982. Penestragania incila ingår i släktet Penestragania och familjen dvärgstritar. Inga underarter finns listade i Catalogue of Life.